# Villiers-Saint-Georges
Villiers-Saint-Georges è un comune francese di 1 205 abitanti situato nel dipartimento di Senna e Marna nella regione dell'Île-de-France.

## Società

### Evoluzione demografica
Abitanti censiti